# 11754 Herbig
11754 Herbig là mộttiểu hành tinh vành đai chính, được Cornelis Johannes van Houten, Ingrid van Houten-Groeneveld và Tom Gehrels phát hiện vào ngày 24 tháng 9, năm 1960 ở Đài thiên văn Palomar. Tiểu hành tinh này được đặt theo tên của nhà thiên văn học George Herbig người Hoa Kỳ.